# Epirrhoe continuata
Epirrhoe continuata là một loài bướm đêm trong họ Geometridae.